# Le journal de Lady M.
Le journal de Lady M. è un film del 1993 diretto da Alain Tanner.